# Odo lenis
Odo lenis es una especie de araña del género Odo, familia Xenoctenidae. Fue descrita científicamente por Keyserling en 1887.
Habita en Nicaragua.